# Monte-Carlo Masters
Monte-Carlo Masters er en tennisturnering for professionelle mandlige tennisspillere, der hvert år i april måned afvikles på grusbaner i Monte-Carlo Country Club i den franske kommune Roquebrune-Cap-Martin, ca. 150 m fra grænsen til Monaco. Den markedsføres afholdt i Monte Carlo, Monaco, men Monte-Carlo Country Club er beliggende på den franske side af den fransk-monegaskiske grænse. Turneringen er en del af ATP World Tour, hvor den er kategoriseret som en ATP Tour Masters 1000-turnering. Siden 2009 har Monte-Carlo Masters været den eneste af de ni ATP Tour Masters 1000-turneringer, hvor de bedste spillere ikke er forpligtet til at deltage. På trods af dette vælger de fleste topspillere alligevel at stille op i turneringen.
Tennismesterskabet i Monte Carlo er blevet spillet siden 1896 eller 1897 (jf. historieafsnit) og blev åben for professionelle spillere i 1969. I perioderne 1970-72 og 1978-89 var det en af de højst rangerende turneringer i Grand Prix-serien som en del af Grand Prix Super Series-kategorien. I 1973 var turneringen en del af Rothmans Spring Mediterranean Circuit. Fra 1974 til 1977 tilhørte turneringen World Championship Tennis (WCT). I 1990 blev den en Championship Series Single Week-turnering på ATP Tour, og siden da har den tilhørt den fornemste kategori på ATP Tour, som nu hedder ATP Masters 1000, hvor den imidlertid er den eneste af de ni Masters 1000-turneringer, hvor det ikke obligatorisk for topspillerne at deltage.
Rafael Nadal vandt herresingletitlen otte år i træk i perioden 2005-12, hvorved han blev den første spiller, der vandt otte titler i træk ved samme turnering. Spanieren vandt igen i 2016, 2017 og 2018, og han har dermed vundet turneringen 11 gange i alt.

## Spillesteder
| Periode       | Spillested                                                              | Kvarter / kommune               | Lawn Tennis de Monte‑Carlo Tennis Club de la Condamine Tennis Club de "La Festa" Monte-Carlo Country Club Frankrig Monaco |
| 1896−1905     | Lawn Tennis de Monte-Carlo, Avenue Princesse Alice (ved Hôtel de Paris) | Monte-Carlo, Monaco             | Lawn Tennis de Monte‑Carlo Tennis Club de la Condamine Tennis Club de "La Festa" Monte-Carlo Country Club Frankrig Monaco |
| 1906−14, 1920 | Tennis Club de la Condamine, Boulevard Albert Ier                       | La Condamine, Monaco            | Lawn Tennis de Monte‑Carlo Tennis Club de la Condamine Tennis Club de "La Festa" Monte-Carlo Country Club Frankrig Monaco |
| 1919, 1921−27 | Tennis Club de "La Festa", Rue de Roses                                 | Beausoleil, Frankrig            | Lawn Tennis de Monte‑Carlo Tennis Club de la Condamine Tennis Club de "La Festa" Monte-Carlo Country Club Frankrig Monaco |
| Siden 1928    | Monte-Carlo Country Club                                                | Roquebrune-Cap-Martin, Frankrig | Lawn Tennis de Monte‑Carlo Tennis Club de la Condamine Tennis Club de "La Festa" Monte-Carlo Country Club Frankrig Monaco |

## Historie

### De første turneringer
De første tennisbolde blev slået i Monaco i 1880'erne, og i 1892 blev der anlagt to tennisbaner bag Hôtel de Paris på taget over hotellets vinkælder. Og på disse baner fandt de første udgaver af tennisturneringen i Monte-Carlo sted. Kilderne er dog uenige om, hvornår det første tennismesterskab i Monte-Carlo blev afviklet. Ifølge arrangørerne af den nuværende turnering, SMETT, blev den første udgave afholdt i 1897.

#### 1896
Meget tyder imidlertid på, at der også blev spillet en åben, international turnering i Monte-Carlo i 1896. Tennisarchives angiver, at turneringen i 1896 blev afviklet ved Hôtel de Paris, hvor George Hillyard vandt herresingletitlen. Yderligere oplysninger om turneringen i 1896 gives af tennishistorikeren Alan Little i hans tilbageblik på tennis ved den franske riviera fra 1874 til 1939, hvor han bl.a. oplyser, at turneringen i 1896 blev afviklet i perioden 23. - 29. marts og omfattede otte rækker, herunder fire handicaprækker. Little betegner George Hillyard som turneringens store stjerne, idet englænderen sejrede i både herresingle-, herredouble- og mixed double-turneringen. I herresinglefinalen besejrede han den tyske greve Victor Voß med 6-3, 6-2, 6-3, og mixed double-rækken vandt han uden besvær sammen med sin kone, Blanche Hillyard. I herredoubleturneringen stillede han op med Harry Bacon som makker, og i finalen sejrede de over Francis Fassitt og Leonard Whiteway med 6-3, 6-0, 6-6, 6-7, 7-6, 8-7, 9-7 [sic]. Damesinglefinalen var et opgør mellem frk. Booth og frk. Guillen. Som en ekstra bonus formåede George Hillyard endda også at vinde handicapturneringen i herresingle, hvor han besejrede P. Whiteway i finalen. Hillyard var blevet tildelt et handicap på −50 point, mens Whiteway startede på +33 point, hvilket altså betød, at Hillyard var 82 point bagud fra kampens start – et tilsyneladende uindtageligt forspring. Til trods for dette, og til publikums store begejstring, lykkedes det Hillyard at vinde kampen med 72 point mod 69. Mesterskabets præmiesum på 3.000 FF var doneret af Société des Bains de Mer, og turneringskomiteen bestod af den engelske vicekonsul Smith, Dr. Konte, Dr. Tagge Milner-Gibson, hr. Warren og F. Mattei. Turneringen blev endvidere omtalt i det tyske tidsskrift Spiel und Sport i en udgave dateret den 4. april 1896, hvor George Hillyards sejr i herresinglefinalen over Victor Voß nævnes, og hvoraf det også fremgår, at der var fire almindelige og tre handicaprækker ved stævnet. Hillyards turneringssejr fremgår også af Lawn Tennis and Croquet, det britiske tennisforbunds officielle tidsskrift, fra 19. maj 1897, hvor det bragte en oversigt over turneringvindere på kontinentet i 1896. Og da turneringen blev spillet i 1897 fremgik det af en artikel, at man beklagede fraværet af George Hillyard og hans kone Blanche, som "sidste år vandt de fleste af præmierne".

#### 1897
For de nuværende arrangører, SMETT, starter historien imidlertid i 1897, hvor tilstedeværelsen af de to Doherty-brødre overskyggede alt. De engelske brødre kom til at dominere mesterskabet i Monte-Carlo de næste mange år, og ved turneringen i 1897 vandt Reggie Doherty både herresingle- og herredoubletitlen. I singlefinalen besejrede han Conway Blackwood-Price med 6-2, 6-1, 6-1, og i doublefinalen triumferede han sammen med grev Victor Voß og vandt med 6-1, 6-2, 6-2 over Leslie Hausburg og Conway Blackwood-Price.
Derudover blev der afviklet fem handicap-rækker, hvor kampene blev spillet først til 72 point, og hvor deltagerne startede med et handicap i forhold deres styrke. Der var to herresingleklasser, og i Klasse I var de bedste spillere blevet tildelt så stort et handicap, at de reelt ikke havde nogen chance for at vinde. Eksempelvis måtte Reggie Doherty, der startede med et handicap på −30 eller −40 point, se sig slået med 72-35 i kvartfinalen af Clement Cazalet, der startede kampen på 0 point. Sejren i rækken gik til Saint John Blacker-Douglas, som vandt finalen med 72-63 over S.D. Winkworth i en kamp, hvor begge spillere var startet på 36 point. I Klasse II vandt Willie Lemaire de Warzee (−5) finalen med 72-60 over L.C. Larking (−20). I damesinglerækken var den eneste klassespiller, Ruth Dyas, også så stærkt handicappet (−25 point), at hun tabte i semifinalen til grevinde Clara von der Schulenburg (+25) med 69-72 i en kamp, der blev betegnet som en af de mest interessante ved stævnet. I den første halvdel af kampen dominerede den tyske grevinde, mens den engelske kvinde nærmest ikke fik et ben til jorden, men efterhånden som opgøret skred frem, fik Dyas' udholdenhed større og større betydning, og en overgang så det ud til, at hun kunne hente Schulenburgs forspring, men til sidst manglede hun altså 3 point. Grevinde Schulenburg tabte efterfølgende finalen med 62-72 til frk. Miles (+32). Herredoublerækken med handicaps blev vundet af Leslie Hausburg og Conway Blackwood-Price (+20), der i finalen vandt over André Fomberteaux og Lemaire (+43) med 72-69. I denne række formåede stærke par som Reggie Doherty og Viktor Voß (−20) og Clement Cazalet og Harry Bacon (0) ikke at indhente de forspring, som deres modstandere var blevet tildelt. Mixed double-titlen gik til frk. Guillin og André Fomberteaux (+45) efter finalesejr over fr. Brossy og A.G. Morganstern.

#### 1898-99
I 1898 var turneringen velsignet med skønt solskinsvejr, og så blev der for første gang afviklet en officiel mixed double-række, hvor sejren gik til E. Robinson og Vera Warden. Herresingleturneringen havde deltagelse af 34 spillere og blev vundet af Laurie Doherty, som i finalen besejrede Victor Voß, der overraskende vandt første sæt men som måtte opgive i fjerde sæt ved stillingen 4-6, 6-3, 6-3, 4-0. Laurie Doherty sikrede sig også herredoubletitlen, da han sammen med Reggie Doherty i finalen besejrede Conway Blackwood-Price og André Fomberteaux med 6-3, 6-3, 6-0.
De øvrige rækker blev afviklet som handicap-turneringer, og damesingletitlen blev vundet af frk. Chalier. Turneringen blev besøgt af Prinsen af Wales, den senere kong Edward den 7., der især udviste stor interesse for handicap-rækkerne og blandt andet overværede doublekampen, hvor Reggie Doherty og Victor Voß spillede mod Conway Blackwood-Price og Willie Lemaire de Warzee.

#### 1900
Tennisturneringen i Monte-Carlo blev formentlig ikke afviklet i 1900, selvom visse kilder angiver en herresinglevinder fra det år. Ifølge ifølge Aujourd'hui 100 Ans 1897–1997 - Le Tournoi de Monte-Carlo af Michel Sutter (1997) og The Golden Days of Tennis on the French Riviera af Alan Little (2014) blev turneringen ikke spillet i 1900. Ayres' lawn tennis almanack and tournament guide og Monte-Carlo 120 ans de passion oplister imidlertid Laurie Doherty som vinder af herresingletitlen, dog uden af anføre nogen resultater i denne række, og der er ingen oplysninger om evt. vindere af andre rækker.

#### Efter 1900
I 1905 besluttede Société des Bains de Mer at udvide Hôtel de Paris, hvilket tvang turneringen til at flytte til området La Condamine. Den første turnering efter første verdenskrig afvikledes i 1919, hvor Suzanne Lenglens storhedstid startede. Ud over sine mange titler deltog hun bl.a. i mixed double med en makker, der stillede op under navnet "Mister G". Det var den svenske kong Gustav den 5., der spillede under pseudonym.
I 1920'erne flyttede turneringen igen, denne gang til taget på garagen "Auto-Riviera" i Beausoleil.
Takket være amerikaneren George Butler finder turneringen nu til dags sted i Monte-Carlo Country Club. Han overbeviste Société des Bains de Mer og Monacos regering om at bygge et storslået tenniskompleks, og den 27. februar 1928 blev Monte-Carlo Country Club åbnet. Og siden da har man her været vidne til tennissportens udvikling.

## Vindere og finalister

### Herresingle
| År      | Mester                                    | Finalist                                  | Finaleresultat                            | Ref.                |
| ------- | ----------------------------------------- | ----------------------------------------- | ----------------------------------------- | ------------------- |
| 1896    | George Hillyard (1)                       | Grev Victor Voß                           | 6–3, 6–2, 6–3                             | [ 10 ] [ 12 ]       |
| 1897    | Reggie Doherty (1)                        | Conway W. Blackwood-Price                 | 6–2, 6–1, 6–2                             | [ 10 ] [ 7 ] [ 11 ] |
| 1898    | Laurie Doherty (1)                        | Grev Victor Voß                           | 4–6, 6–3, 6–3, 4–0 opg.                   | [ 10 ] [ 13 ]       |
| 1899    | Reggie Doherty (2)                        | Grev Victor Voß                           | 6–2, 0–0 opg.                             | [ 10 ] [ 7 ] [ 14 ] |
| 1900    | Ingen turnering                           | Ingen turnering                           | Ingen turnering                           | Ingen turnering     |
| 1901    | Laurie Doherty (2)                        | Wilberforce Eaves                         | 6–2, 5–7, 6–1                             | [ 7 ] [ 10 ]        |
| 1902    | Reggie Doherty (3)                        | George Hillyard                           | 6–4, 6–4, 6–3                             | [ 7 ] [ 10 ]        |
| 1903    | Reggie Doherty (4)                        | Frank Riseley                             | 6–1, 14–16, 0–0 opg.                      | [ 7 ]               |
| 1904    | Reggie Doherty (5)                        | Major Ritchie                             | 6–1, 7–5, 3–6, 7–5                        | [ 7 ]               |
| 1905    | Laurie Doherty (3)                        | Major Ritchie                             | 6–4, 8–6, 6–4                             | [ 7 ]               |
| 1906    | Laurie Doherty (4)                        | Wilberforce Eaves                         | 6–3, 11–9                                 | [ 7 ]               |
| 1907    | Major Ritchie (1)                         | Laurie Doherty                            | 8–6, 7–5, 8–6                             | [ 7 ]               |
| 1908    | Tony Wilding (1)                          | Wilberforce Eaves                         | 6–3, 2–6, 6–3, 4–6, 6–0                   | [ 7 ]               |
| 1909    | Fred Alexander (1)                        | Laurie Doherty                            | 7–5, 6–4, 6–1                             | [ 7 ]               |
| 1910    | Max Decugis (1)                           | Major Ritchie                             | 6–3, 6–0, 6–0                             | [ 7 ]               |
| 1911    | Tony Wilding (2)                          | Max Decugis                               | 5–7, 1–6, 6–3, 6–0, 6–1                   | [ 7 ]               |
| 1912    | Tony Wilding (3)                          | C. Moore                                  | 6–3, 6–0, 6–0                             | [ 10 ]              |
| 1913    | Tony Wilding (4)                          | Félix Poulin                              | 6–0, 6–2, 6–1                             | [ 7 ]               |
| 1914    | Tony Wilding (5)                          | Gordon Lowe                               | 6–2, 6–3, 6–2                             | [ 7 ]               |
| 1915−18 | Ingen turneringer pga. første verdenskrig | Ingen turneringer pga. første verdenskrig | Ingen turneringer pga. første verdenskrig |                     |
| 1919    | Nicolae Mișu (1)                          | Max Decugis                               | 6–2, 6–0                                  | [ 7 ]               |
| 1920    | Gordon Lowe (1)                           | Major Ritchie                             | 7–5, 6–2                                  | [ 7 ]               |
| 1921    | Gordon Lowe (2)                           | Algernon Kingscote                        | 6–1, 0–6, 6–4, 6–2                        | [ 7 ]               |
| 1922    | Giovanni Balbi di Robecco (1)             | Alain Gerbault                            | 6–1, 6–4, 6–3                             | [ 7 ]               |
| 1923    | Gordon Lowe (3)                           | Leighton Crawford                         | 6–2, 6–4, 6–4                             | [ 7 ]               |
| 1924    | Leighton Crawford (1)                     | Leonce Aslangul                           | 6–4, 3–6, 6–2                             | [ 7 ]               |
| 1925    | Turnering ikke færdigspillet              | Turnering ikke færdigspillet              | Turnering ikke færdigspillet              | [ 7 ]               |
| 1926    | Béla von Kehrling (1)                     | Charles Kingsley                          | 6–4, 6–1, 6–3                             | [ 7 ]               |
| 1927    | Béla von Kehrling (2)                     | Erik Worm                                 | w.o.                                      | [ 7 ]               |
| 1928    | Henri Cochet (1)                          | Béla von Kehrling                         | 3–6, 2–6, 6–3, 6–3, 6–2                   | [ 7 ]               |
| 1929    | Henri Cochet (2)                          | Umberto De Morpurgo                       | 8–6, 6–4, 6–4                             | [ 7 ]               |
| 1930    | Bill Tilden (1)                           | Bunny Austin                              | 6–4, 6–4, 6–1                             | [ 7 ]               |
| 1931    | Henri Cochet (2)                          | George Lyttleton-Rogers                   | 7–5, 6–2, 6–4                             | [ 7 ]               |
| 1932    | Roderich Menzel (1)                       | George Lyttleton-Rogers                   | 6–4, 7–5, 6–2                             | [ 7 ]               |
| 1933    | Bunny Austin (1)                          | George Lyttleton-Rogers                   | 11–9, 6–3, 7–5                            | [ 7 ]               |
| 1934    | Bunny Austin (2)                          | Giorgio de Stefani                        | 6–1, 8–6, 6–4                             | [ 7 ] [ 16 ]        |
| 1935    | Giovanni Palmieri (1)                     | Bunny Austin                              | 6–1, 6–1, 7–5                             | [ 7 ]               |
| 1936    | Gottfried von Cramm (1)                   | Henner Henkel                             | 4–6, 4–6, 7–5, 6–4, 7–5                   | [ 7 ]               |
| 1937    | Gottfried von Cramm (2)                   | Christian Boussus                         | 6–2, 3–6, 6–2, 2–6, 6–2                   | [ 7 ]               |
| 1938    | Franjo Punčec (1)                         | Christian Boussus                         | 6–0, 6–1, 6–1                             | [ 7 ]               |
| 1939    | Pierre Pelizza (1)                        | Yvon Petra                                | 6–8, 6–3, 6–4, 6–2                        | [ 7 ] [ 17 ]        |
| 1940−45 | Ingen turneringer pga. anden verdenskrig  | Ingen turneringer pga. anden verdenskrig  | Ingen turneringer pga. anden verdenskrig  |                     |
| 1946    | Pierre Pelizza (2)                        | Yvon Petra                                | 6–3, 6–2, 4–6, 6–3                        | [ 7 ]               |
| 1947    | Lennart Bergelin (1)                      | Budge Patty                               | 6–3, 6–8, 1–6, 6–2, 8–6                   | [ 7 ]               |
| 1948    | József Asbóth (1)                         | Gianni Cucelli                            | 6–3, 6–2, 5–7, 6–2                        | [ 7 ]               |
| 1949    | Frank Parker (1)                          | Gianni Cucelli                            | 2–6, 6–3, 6–0, 6–4                        | [ 7 ]               |
| 1950    | Jaroslav Drobný (1)                       | William Talbert                           | 6–4, 6–4, 6–1                             | [ 7 ]               |
| 1951    | Straight Clark (1)                        | Fred Kovaleski                            | 1–6, 6–4, 6–4, 1–6, 10–8                  | [ 7 ]               |
| 1952    | Frank Sedgman (1)                         | Jaroslav Drobný                           | 7–9, 6–2, 7–5, 6–1                        | [ 7 ]               |
| 1953    | Władysław Skonecki (1)                    | Jaroslav Drobný                           | 6–3, 6–4, 11–9                            | [ 7 ]               |
| 1954    | Lorne Main (1)                            | Tony Vincent                              | 9–7, 3–6, 7–5, 6–4                        | [ 7 ]               |
| 1955    | Władysław Skonecki (2)                    | Budge Patty                               | 6–4, 6–2, 8–6                             | [ 7 ]               |
| 1956    | Hugh Stewart (1)                          | Tony Vincent                              | 1–6, 8–6, 6–0, 6–2                        | [ 7 ]               |
| 1957    | Jacques Brichant (1)                      | Paul Remy                                 | 3–6, 5–5 opg.                             | [ 7 ]               |
| 1958    | Robert Haillet (1)                        | Jaroslav Drobný                           | 6–4, 6–4, 6–3                             | [ 7 ]               |
| 1959    | Robert Haillet (2)                        | Budge Patty                               | 9–7, 6–3, 4–6, 6–3                        | [ 7 ]               |
| 1960    | Andrés Gimeno (1)                         | Mike Davies                               | 8–6, 6–3, 6–4                             | [ 7 ]               |
| 1961    | Nicola Pietrangeli (1)                    | Pierre Darmon                             | 6–4, 1–6, 6–3, 6–3                        | [ 7 ]               |
| 1962    | Pierre Darmon (1)                         | Boro Jovanović                            | 6–2, 6–1, 6–3                             | [ 7 ]               |
| 1963    | Pierre Darmon (2)                         | Jan-Erik Lundqvist                        | 6–2, 2–6, 6–1, 5–7, 6–4                   | [ 7 ]               |
| 1964    | Martin Mulligan (1)                       | Jan-Erik Lundqvist                        | 6–4, 6–4                                  | [ 7 ]               |
| 1965    | István Gulyás (1)                         | Jiri Javorský                             | 6–3, 7–9, 8–6, 6–4                        | [ 7 ]               |
| 1966    | Manuel Santana (1)                        | Nicola Pietrangeli                        | 8–6, 4–6, 6–4, 6–1                        | [ 7 ]               |
| 1967    | Nicola Pietrangeli (2)                    | Martin Mulligan                           | 6–3, 3–6, 6–3, 6–1                        | [ 7 ]               |
| 1968    | Nicola Pietrangeli (3)                    | Alexander Metreveli                       | 6–2, 6–2                                  |                     |
| 1969    | Tom Okker (1)                             | John Newcombe                             | 8–10, 6–1, 7–5, 6–3                       |                     |
| 1970    | Željko Franulović (1)                     | Manuel Orantes                            | 6–4, 6–3, 6–3                             |                     |
| 1971    | Ilie Năstase (1)                          | Tom Okker                                 | 3–6, 8–6, 6–1, 6–1                        |                     |
| 1972    | Ilie Năstase (2)                          | František Pála                            | 6–1, 6–0, 6–3                             |                     |
| 1973    | Ilie Năstase (3)                          | Björn Borg                                | 6–4, 6–1, 6–2                             |                     |
| 1974    | Andrew Pattison (1)                       | Ilie Năstase                              | 5–7, 6–3, 6–4                             |                     |
| 1975    | Manuel Orantes (1)                        | Bob Hewitt                                | 6–2, 6–4                                  |                     |
| 1976    | Guillermo Vilas (1)                       | Wojciech Fibak                            | 6–1, 6–1, 6–4                             |                     |
| 1977    | Björn Borg (1)                            | Corrado Barazzutti                        | 6–3, 7–5, 6–0                             |                     |
| 1978    | Raúl Ramírez (1)                          | Tomáš Šmíd                                | 6–3, 6–3, 6–4                             |                     |
| 1979    | Björn Borg (2)                            | Vitas Gerulaitis                          | 6–2, 6–1, 6–3                             |                     |
| 1980    | Björn Borg (3)                            | Guillermo Vilas                           | 6–1, 6–0, 6–2                             |                     |
| 1981    | Jimmy Connors (1) og Guillermo Vilas (2)  | Jimmy Connors (1) og Guillermo Vilas (2)  | 5–5 (afbrudt pga. regn)                   |                     |
| 1982    | Guillermo Vilas (3)                       | Ivan Lendl                                | 6–1, 7–6, 6–3                             |                     |
| 1983    | Mats Wilander (1)                         | Mel Purcell                               | 6–1, 6–2, 6–3                             |                     |
| 1984    | Henrik Sundström (1)                      | Mats Wilander                             | 6–3, 7–5, 6–2                             |                     |
| 1985    | Ivan Lendl (1)                            | Mats Wilander                             | 6–1, 6–3, 4–6, 6–4                        |                     |
| 1986    | Joakim Nyström (1)                        | Yannick Noah                              | 6–3, 6–2                                  |                     |
| 1987    | Mats Wilander (2)                         | Jimmy Arias                               | 4–6, 7–5, 6–1, 6–3                        |                     |
| 1988    | Ivan Lendl (2)                            | Martín Jaite                              | 5–7, 6–4, 7–5, 6–3                        |                     |
| 1989    | Alberto Mancini (1)                       | Boris Becker                              | 7–5, 2–6, 7–6, 7–5                        |                     |
| 1990    | Andrej Tjesnokov (1)                      | Thomas Muster                             | 7–5, 6–3, 6–3                             |                     |
| 1991    | Sergi Bruguera (1)                        | Boris Becker                              | 5–7, 6–4, 7–6(6), 7–6(4)                  |                     |
| 1992    | Thomas Muster (1)                         | Aaron Krickstein                          | 6–3, 6–1, 6–3                             |                     |
| 1993    | Sergi Bruguera (2)                        | Cédric Pioline                            | 7–6(2), 6–0                               |                     |
| 1994    | Andrij Medvedev (1)                       | Sergi Bruguera                            | 7–5, 6–1, 6–3                             |                     |
| 1995    | Thomas Muster (2)                         | Boris Becker                              | 4–6, 5–7, 6–1, 7–6(6), 6–0                |                     |
| 1996    | Thomas Muster (3)                         | Albert Costa                              | 6–3, 5–7, 4–6, 6–3, 6–2                   |                     |
| 1997    | Marcelo Ríos (1)                          | Àlex Corretja                             | 6–4, 6–3, 6-3                             |                     |
| 1998    | Carlos Moyá (1)                           | Cédric Pioline                            | 6–3, 6–0, 7–5                             |                     |
| 1999    | Gustavo Kuerten (1)                       | Marcelo Ríos                              | 6–4, 2–1 opg.                             |                     |
| 2000    | Cédric Pioline (1)                        | Dominik Hrbatý                            | 6–4, 7–6(3), 7–6(6)                       |                     |
| 2001    | Gustavo Kuerten (2)                       | Hicham Arazi                              | 6–3, 6–2, 6–4                             |                     |
| 2002    | Juan Carlos Ferrero (1)                   | Carlos Moyá                               | 7–5, 6–3, 6–4                             |                     |
| 2003    | Juan Carlos Ferrero (2)                   | Guillermo Coria                           | 6–2, 6–2                                  |                     |
| 2004    | Guillermo Coria (1)                       | Rainer Schüttler                          | 6–2, 6–1, 6–3                             |                     |
| 2005    | Rafael Nadal (1)                          | Guillermo Coria                           | 6–3, 6–1, 0–6, 7–5                        |                     |
| 2006    | Rafael Nadal (2)                          | Roger Federer                             | 6–2, 6–7(2), 6–3, 7–6(5)                  |                     |
| 2007    | Rafael Nadal (3)                          | Roger Federer                             | 6–4, 6–4                                  |                     |
| 2008    | Rafael Nadal (4)                          | Roger Federer                             | 7–5, 7–5                                  |                     |
| 2009    | Rafael Nadal (5)                          | Novak Djokovic                            | 6–3, 2–6, 6–1                             |                     |
| 2010    | Rafael Nadal (6)                          | Fernando Verdasco                         | 6–0, 6–1                                  |                     |
| 2011    | Rafael Nadal (7)                          | David Ferrer                              | 6–4, 7–5                                  |                     |
| 2012    | Rafael Nadal (8)                          | Novak Djokovic                            | 6–3, 6–1                                  |                     |
| 2013    | Novak Djokovic (1)                        | Rafael Nadal                              | 6–2, 7–6(1)                               |                     |
| 2014    | Stan Wawrinka (1)                         | Roger Federer                             | 4–6, 7–6(5), 6–2                          |                     |
| 2015    | Novak Djokovic (2)                        | Tomáš Berdych                             | 7–5, 4–6, 6–3                             |                     |
| 2016    | Rafael Nadal (9)                          | Gaël Monfils                              | 7–5, 5–7, 6–0                             |                     |
| 2017    | Rafael Nadal (10)                         | Albert Ramos Viñolas                      | 6–1, 6–3                                  |                     |
| 2018    | Rafael Nadal (11)                         | Kei Nishikori                             | 6–3, 6–2                                  |                     |
| 2019    | Fabio Fognini (1)                         | Dušan Lajović                             | 6–3, 6–4                                  |                     |
| 2020    | Ingen turnering pga. COVID-19-pandemien   |                                           |                                           |                     |
| 2021    | Stefanos Tsitsipas (1)                    | Andrej Rubljov                            | 6–3, 6–3                                  |                     |
| 2022    | Stefanos Tsitsipas (2)                    | Alejandro Davidovich Fokina               | 6–3, 7–6(3)                               |                     |
| 2023    | Andrej Rubljov (1)                        | Holger Rune                               | 5–7, 6–2, 7–5                             |                     |
| 2024    | Stefanos Tsitsipas (3)                    | Casper Ruud                               | 6–1, 6–4                                  |                     |
| 2025    | Carlos Alcaraz (1)                        | Lorenzo Musetti                           | 3–6, 6–1, 6–0                             |                     |

### Herredouble
| År      | Række                                     | Mestre                                            | Finalister                                 | Finaleresultat                            | Ref.                                      |
| ------- | ----------------------------------------- | ------------------------------------------------- | ------------------------------------------ | ----------------------------------------- | ----------------------------------------- |
| 1896    |                                           | George Hillyard (1) Harry Bacon (1)               | Francis Fassitt Leonard Whiteway           | 6-3, 6-0, 6-6, 6-7, 7-6, 8-7, 9-7 [sic]   | [ 10 ]                                    |
| 1897    |                                           | Reggie Doherty (1) Grev Victor Voß-Schönau (1)    | Leslie Hausburg Conway Blackwood-Price     | 6–1, 6–2, 6–2                             | [ 7 ]                                     |
| 1898    |                                           | Reggie Doherty (2) Laurie Doherty (1)             | Conway Blackwood-Price André Fombertaux    | 6–3, 6–3, 6–0                             | [ 10 ] [ 7 ]                              |
| 1899    |                                           | Reggie Doherty (3) Grev Victor Voß (2)            | A. De Gordon Willie Lemaire                | 6–0, 6–0, 0–0 opg.                        | [ 7 ]                                     |
| 1900    | Ingen turnering                           | Ingen turnering                                   | Ingen turnering                            | Ingen turnering                           | Ingen turnering                           |
| 1901    |                                           | Laurie Doherty (2) Reggie Doherty (4)             | Wilberforce Eaves George Hillyard          | 2–6, 7–5, 6–4, 6–1                        | [ 7 ]                                     |
| 1902    |                                           | Reggie Doherty (5) George Hillyard (1)            | Xenophon Casdagli Willie Lemaire           | 6–0, 8–6, 4–6, 6–3                        | [ 7 ]                                     |
| 1903    |                                           | Frank Riseley (1) Sydney Smith (1)                | Reggie Doherty George Hillyard             | 13–11, 6–4, 6–4                           | [ 7 ]                                     |
| 1904    |                                           | Reggie Doherty (6) Laurie Doherty (3)             | Roy Allen G.C. Allen                       | 8–6, 6–2, 6–4                             | [ 7 ]                                     |
| 1905    |                                           | Laurie Doherty (4) Reggie Doherty (7)             | Roy Allen G.C. Allen                       | 7–5, 6–3, 9–7                             | [ 7 ]                                     |
| 1906    |                                           | Laurie Doherty (5) Wilberforce Eaves (1)          | Tony Wilding Major Ritchie                 | 6–2, 7–5, 6–4                             | [ 7 ]                                     |
| 1907    |                                           | Major Ritchie (1) Laurie Doherty (6)              | Gordon Lowe Dunstan Rhodes                 | 6–3, 6–1, 8–6                             | [ 7 ]                                     |
| 1908    |                                           | Tony Wilding (1) Major Ritchie (2)                | Wilberforce Eaves George Ball Greene       | 6–4, 6–2, 4–6, 6–3                        | [ 7 ]                                     |
| 1909    |                                           | Laurie Doherty (7) Major Ritchie (3)              | Fred Alexander Artimus Holmes              | 6–3, 6–4, 6–4                             | [ 7 ]                                     |
| 1910    |                                           | Stanley Doust (1) A. Wallis Myers (1)             | Max Decugis Major Ritchie                  | 6–3, 6–3, 6–4                             | [ 7 ]                                     |
| 1911    |                                           | Tony Wilding (2) Major Ritchie (4)                | Max Decugis Friedrich Rahe                 | 2–6, 6–4, 1–6, 6–2, 6–2                   | [ 7 ]                                     |
| 1912    |                                           | Max Decugis (1) Maurice Germot (1)                | Dave Freeborn Fernand Zambaux              | 7–5, 6–1, 6–3                             | [ 7 ]                                     |
| 1913    |                                           | Heinrich Kleinschroth (1) Friedrich Rahe (1)      | Tony Wilding Robert Kleinschroth           | 2–6, 6–2, 6–3, 7–5                        | [ 7 ]                                     |
| 1914    |                                           | Robert Kleinschroth (1) Félix Poulin (1)          | Tony Wilding Craig Biddle                  | 6–4, 2–6, 6–3                             | [ 7 ]                                     |
| 1915−18 | Ingen turneringer pga. første verdenskrig | Ingen turneringer pga. første verdenskrig         | Ingen turneringer pga. første verdenskrig  | Ingen turneringer pga. første verdenskrig | Ingen turneringer pga. første verdenskrig |
| 1919    |                                           | Max Decugis (2) Frémeaux (1)                      | Nicolae Mișu Pierre Albarran               | 6–4, 12–14, 6–3                           | [ 7 ]                                     |
| 1920    |                                           | Gordon Lowe (1) Ambrose Dudley (1)                | Pierre Albarran Alain Gerbault             | 7–5, 6–4                                  | [ 7 ]                                     |
| 1921    |                                           | Algernon Kingscote (1) A. Wallis Myers (2)        | Lord Rocksavage George Stoddart            | 6–4, 6–4, 6–2                             | [ 7 ]                                     |
| 1922    |                                           | Jean Samazeuilh (1) Alain Gerbault (1)            | Giovanni Balbi di Robecco Rupert Wertheim  | 5–7, 5–7, 6–1, 6–3, 6–1                   | [ 7 ]                                     |
| 1923    |                                           | Umberto De Morpurgo (1) Alain Gerbault (2)        | Félix Poulin Erik Tegner                   | 6–4, 6–2, 6–3                             | [ 7 ]                                     |
| 1924    |                                           | Francis Leighton Crawford (1) Léonce Aslangul (1) | Nicolae Mișu Brame Hillyard                | 6–2, 4–6, 7–5, 6–0                        | [ 7 ]                                     |
| 1925    | Butler Trophy                             | Umberto De Morpurgo (2) Placido Gaslini (1)       | Henry Mayes George Cholmondeley            | 6–4, 6–1, 6–4                             | [ 19 ] [ 7 ] [ 20 ]                       |
| 1926    | Butler Trophy                             | Umberto De Morpurgo (3) Placido Gaslini (2)       | Oswald Turnbull Charles Kingsley           | 8–6, 6–8, 2–6, 6–3, 6–4                   | [ 7 ]                                     |
| 1927    | Butler Trophy                             | Henri Cochet (1) Jacques Brugnon (1)              | Erik Worm Einer Ulrich                     | 9–7, 6–4, 6–3                             | [ 7 ]                                     |
| 1928    | Butler Trophy                             | Henri Cochet (2) René de Buzulet (1)              | Jan Koželuh Roderich Menzel                | 3–6, 6–3, 1–6, 6–2, 6–1                   | [ 7 ]                                     |
| 1929    | Butler Trophy                             | Henri Cochet (3) Jacques Brugnon (2)              | Eric Conrad Peters George Lyttleton-Rogers | 6–3, 6–0, 6–2                             | [ 7 ] [ 21 ] [ 22 ]                       |
| 1930    | Butler Trophy                             | Bill Tilden (1) Wilbur Coen (1)                   | Bunny Austin Charles Kingsley              | 6–2, 1–6, 9–7, 6–2                        | [ 7 ]                                     |
| 1931    | Butler Trophy                             | Enrique Maier (1) Francisco Sindreu (1)           | Béla von Kehrling Emil Gábori              | 6–4, 6–4, 6–2                             | [ 7 ]                                     |
| 1932    | Butler Trophy                             | Henri Cochet (4) Jacques Brugnon (3)              | Roderich Menzel Ferenc Maršálek            | 3–6, 6–2, 6–4, 6–2                        | [ 7 ]                                     |
| 1933    | Butler Trophy                             | André Martin Legeay () Roland Journu (1)          | Christian Boussus Jean Le Sueur            | 4–6, 6–3, 6–4, 7–5                        | [ 7 ]                                     |
| 1934    | Butler Trophy                             | Roderich Menzel (1) Ladislav Hecht (1)            | Jean Le Sueur Jacques Brugnon              | 6–3, 2–6, 6–4, 6–2                        | [ 7 ] [ 16 ]                              |
| 1934    | Åben række                                | Bunny Austin George Lyttleton-Rogers              | Herman von Artens Roderich Menzel          | 6–2, 4–6, 6–4, 6–2                        | [ 23 ]                                    |
| 1935    | Butler Trophy                             | André Martin Legeay (1) Jean Le Sueur (1)         | Jacques Brugnon Christian Boussus          | 2–6, 6–3, 6–1, 6–2                        | [ 7 ]                                     |
| 1936    | Butler Trophy                             | André Martin Legeay (2) Jean Le Sueur (2)         | Jacques Brugnon Christian Boussus          | 3–6, 6–2, 6–1, 6–3                        | [ 7 ]                                     |
| 1937    | Butler Trophy                             | Gottfried von Cramm (1) Henner Henkel (1)         | Pat Hughes Charles Hare                    | 7–5, 6–3, 6–3                             | [ 7 ]                                     |
| 1938    | Butler Trophy                             | Pierre Pelizza (1) Henri Bolelli (1)              | Jacques Brugnon Christian Boussus          | 7–5, 6–3, 4–6, 7–5                        | [ 7 ]                                     |
| 1939    | Butler Trophy                             | Yvon Petra (1) Jean Le Sueur (3)                  | Pierre Pelizza Henri Bolelli               | 8–6, 2–6, 6–1, 2–6, 6–1                   | [ 7 ]                                     |
| 1940−45 | Ingen turneringer pga. anden verdenskrig  | Ingen turneringer pga. anden verdenskrig          | Ingen turneringer pga. anden verdenskrig   | Ingen turneringer pga. anden verdenskrig  | Ingen turneringer pga. anden verdenskrig  |
| 1946    | Butler Trophy                             | Pierre Pelizza (2) Henri Bolelli (2)              | Gianni Cucelli Renato Bossi                | 9–7, 6–3, 6–2                             | [ 7 ]                                     |
| 1947    | Butler Trophy                             | Lennart Bergelin (1) Torsten Johansson (1)        | Gianni Cucelli Marcello Del Bello          | 15–13, 5–7, 6–4, 4–6, 6–4                 | [ 7 ]                                     |
| 1948    | Butler Trophy                             | Jaroslav Drobný (1) Vladimír Černík (1)           | Gianni Cucelli Marcello Del Bello          | 7–5, 4–6, 6–4, 6–3                        | [ 7 ]                                     |
| 1949    | Butler Trophy                             | Frank Parker (1) Budge Patty (1)                  | Dragutin Mitić Josip Palada                | 6–1, 6–3, 6–2                             | [ 7 ]                                     |
| 1950    | Butler Trophy                             | Billy Talbert (1) Tony Trabert (1)                | Jaroslav Drobný Vladimír Černík            | 3–6, 6–3, 4–6, 6–1, 7–5                   | [ 7 ]                                     |
| 1951    | Butler Trophy                             | Budge Patty (2) Dick Savitt (1)                   | Gianni Cucelli Marcello Del Bello          | 7–5, 13–11, 6–1                           | [ 7 ]                                     |
| 1952    | Butler Trophy                             | Jacky Brichant (1) Philippe Washer (1)            | Gianni Cucelli Marcello Del Bello          | 6–4, 4–6, 2–6, 6–3, 6–2                   | [ 7 ]                                     |
| 1953    | Butler Trophy                             | Budge Patty (3) Bernard Bartzen (1)               | Philippe Washer Jacky Brichant             | 4–6, 6–4, 4–6, 6–4, 6–3                   | [ 7 ]                                     |
| 1954    | Butler Trophy                             | Gianni Cucelli (1) Marcello Del Bello (1)         | Lorne Main Robert Bédard                   | 7–9, 6–1, 4–6, 6–3, 6–4                   | [ 7 ]                                     |
| 1955    | Butler Trophy                             | Budge Patty (4) Gardnar Mulloy (1)                | Robert Bédard Donald Fontana               | 6–2, 4–6, 6–1, 6–8, 6–3                   | [ 7 ]                                     |
| 1956    | Butler Trophy                             | Budge Patty (5) Gardnar Mulloy (2)                | Marcel Bernard Pierre Darmon               | 10–8, 6–4, 6–3                            | [ 7 ]                                     |
| 1957    | Butler Trophy                             | Ulf Schmidt (1) Sven Davidson (1)                 | Budge Patty Gardnar Mulloy                 | 3–6, 7–5, 7–5, 9–7                        | [ 7 ]                                     |
| 1958    | Butler Trophy                             | Barry MacKay (1) Hugh Stewart (1)                 | Nicola Pietrangeli Orlando Sirola          | 8–6, 4–6, 8–6, 6–3                        | [ 7 ]                                     |
| 1959    | Butler Trophy                             | Budge Patty (6) Gardnar Mulloy (3)                | Jean-Noël Grinda Jean-Claude Molinari      | 5–7, 6–1, 6–3, 4–6, 7–5                   | [ 7 ]                                     |
| 1960    | Butler Trophy                             | Budge Patty (7) Gardnar Mulloy (4)                | Alberto Arilla Andrés Gimeno               | 12–11 opg.                                | [ 7 ]                                     |
| 1961    | Butler Trophy                             | Alan Mills (1) Bobby Wilson (1)                   | Boro Jovanović Nikola Pilić                | 6–4, 6–4, 6–4                             | [ 7 ]                                     |
| 1962    | Butler Trophy                             | Gardnar Mulloy (5) Ed Rubinoff (1)                | Wilhelm Bungert Christian Kuhnke           | 3–6, 6–3, 6–8, 6–4, 6–4                   | [ 7 ]                                     |
| 1963    | Butler Trophy                             | Alberto Arilla (1) José Luis Arilla (1)           | Nicola Pietrangeli Sergio Tacchini         | 11–9, 4–6, 6–4, 6–4                       | [ 7 ]                                     |
| 1964    | Butler Trophy                             | Martin Mulligan (1) Fred Stolle (1)               | Pierre Darmon Jean-Noël Grinda             | 6–3, 6–4, 9–7                             | [ 7 ]                                     |
| 1965    | Butler Trophy                             | Bob Hewitt (1) Ken Fletcher (1)                   | José Luis Arilla Juan Couder               | 6–1, 6–4, 6–4                             | [ 7 ]                                     |
| 1966    | Butler Trophy                             | Bob Carmichael (1) Ken Fletcher (2)               | Manuel Santana Juan Couder                 | 5–7, 6–4, 6–3, 6–3                        | [ 7 ]                                     |
| 1967    | Butler Trophy                             | Milan Holeček (1) Jan Kukal (1)                   | Hans-Joachim Plötz Bernd Weinmann          | 4–6, 6–1, 6–1, 6–4                        | [ 7 ]                                     |
| 1968    | Butler Trophy                             | Sergej Likhatjev (1) Aleks Metreveli (1)          | Patrice Beust Daniel Contet                | 5–7, 9–7, 6–4, 5–7, 7–5                   |                                           |
| 1969    | Butler Trophy                             | Owen Davidson (1) John Newcombe (1)               | Pancho Gonzales Dennis Ralston             | 7–5, 11–13, 6–2, 6–1                      |                                           |
| 1970    | Butler Trophy                             | Marty Riessen (1) Roger Taylor (1)                | Pierre Barthès Nikola Pilić                | 6–3, 6–4, 6–2                             |                                           |
| 1971    | Butler Trophy                             | Ilie Năstase (1) Ion Ţiriac (1)                   | Tom Okker Roger Taylor                     | 1–6, 6–3, 6–3, 8–6                        |                                           |
| 1972    | Butler Trophy                             | Patrice Beust (1) Daniel Contet (1)               | Jiří Hřebec František Pala                 | 3–6, 6–1, 12–10, 6–2                      |                                           |
| 1973    | Butler Trophy                             | Juan Gisbert, Sr. (1) Ilie Năstase (2)            | Georges Goven Patrick Proisy               | 6–2, 6–2, 6–2                             |                                           |
| 1974    | Butler Trophy                             | John Alexander (1) Phil Dent (1)                  | Manuel Orantes Tony Roche                  | 7–6, 4–6, 7–6, 6–3                        |                                           |
| 1975    | Butler Trophy                             | Bob Hewitt (2) Frew McMillan (1)                  | Arthur Ashe Tom Okker                      | 6–3, 6–2                                  |                                           |
| 1976    | Coupe Ville de Monaco                     | Wojciech Fibak (1) Karl Meiler (1)                | Björn Borg Guillermo Vilas                 | 7–6, 6–1                                  |                                           |
| 1977    | Coupe Ville de Monaco                     | François Jauffret (1) Jan Kodeš (1)               | Wojciech Fibak Tom Okker                   | 2–6, 6–3, 6–2                             |                                           |
| 1978    | Coupe Ville de Monaco                     | Peter Fleming (1) Tomáš Šmíd (1)                  | Jaime Fillol Ilie Năstase                  | 6–4, 7–5                                  |                                           |
| 1979    | Coupe Ville de Monaco                     | Ilie Năstase (3) Raúl Ramírez (1)                 | Víctor Pecci Balázs Taróczy                | 6–3, 6–4                                  |                                           |
| 1980    | Coupe Ville de Monaco                     | Paolo Bertolucci (1) Adriano Panatta (1)          | Vitas Gerulaitis John McEnroe              | 6–2, 5–7, 6–4                             |                                           |
| 1981    | Coupe Ville de Monaco                     | Heinz Günthardt (1) Balázs Taróczy (1)            | Pavel Složil Tomáš Šmíd                    | 6–3, 6–3                                  |                                           |
| 1982    | Coupe Ville de Monaco                     | Peter McNamara (1) Paul McNamee (1)               | Mark Edmondson Sherwood Stewart            | 6–7, 7–6, 6–3                             |                                           |
| 1983    | Coupe Ville de Monaco                     | Heinz Günthardt (1) Balázs Taróczy (2)            | Henri Leconte Yannick Noah                 | 6–2, 6–4                                  |                                           |
| 1984    | Coupe Ville de Monaco                     | Mark Edmondson (1) Sherwood Stewart (1)           | Jan Gunnarsson Mats Wilander               | 6–2, 6–1                                  |                                           |
| 1985    | Coupe Ville de Monaco                     | Pavel Složil (1) Tomáš Šmíd (2)                   | Shlomo Glickstein Shahar Perkiss           | 6–2, 6–3                                  |                                           |
| 1986    | Coupe Ville de Monaco                     | Guy Forget (1) Yannick Noah (1)                   | Joakim Nyström Mats Wilander               | 6–4, 3–6, 6–4                             |                                           |
| 1987    | Coupe Ville de Monaco                     | Hans Gildemeister (1) Andrés Gómez (1)            | Mansour Bahrami Michael Mortensen          | 6–2, 6–4                                  |                                           |
| 1988    | Coupe Ville de Monaco                     | Sergio Casal (1) Emilio Sánchez (1)               | Henri Leconte Ivan Lendl                   | 6–1, 6–3                                  |                                           |
| 1989    | Coupe Ville de Monaco                     | Tomáš Šmíd (3) Mark Woodforde (1)                 | Paolo Canè Diego Nargiso                   | 1–6, 6–4, 6–2                             |                                           |
| 1990    | Coupe Ville de Monaco                     | Petr Korda (1) Tomáš Šmíd (4)                     | Andrés Gómez Javier Sánchez                | 6–4, 7–6                                  |                                           |
| 1991    | Coupe Ville de Monaco                     | Luke Jensen (1) Laurie Warder (1)                 | Paul Haarhuis Mark Koevermans              | 5–7, 7–6, 6–4                             |                                           |
| 1992    | Coupe Ville de Monaco                     | Boris Becker (1) Michael Stich (1)                | Petr Korda Karel Nováček                   | 6–4, 6–4                                  |                                           |
| 1993    | Coupe Ville de Monaco                     | Stefan Edberg (1) Petr Korda (2)                  | Paul Haarhuis Mark Koevermans              | 3–6, 6–2, 7–6                             |                                           |
| 1994    | Coupe Ville de Monaco                     | Nicklas Kulti (1) Magnus Larsson (1)              | Jevgenij Kafelnikov Daniel Vacek           | 3–6, 7–6, 6–4                             |                                           |
| 1995    | Coupe Ville de Monaco                     | Jacco Eltingh (1) Paul Haarhuis (1)               | Luis Lobo Javier Sánchez                   | 6–3, 6–4                                  |                                           |
| 1996    | Coupe Ville de Monaco                     | Ellis Ferreira (1) Jan Siemerink (1)              | Jonas Björkman Nicklas Kulti               | 2–6, 6–3, 6–2                             |                                           |
| 1997    | Coupe Ville de Monaco                     | Donald Johnson (1) Francisco Montana (1)          | Jacco Eltingh Paul Haarhuis                | 7–6, 2–6, 7–6                             |                                           |
| 1998    | Coupe Ville de Monaco                     | Jacco Eltingh (2) Paul Haarhuis (2)               | Todd Woodbridge Mark Woodforde             | 6–4, 6–2                                  |                                           |
| 1999    | Coupe Ville de Monaco                     | Olivier Delaître (1) Tim Henman (1)               | Jiří Novák David Rikl                      | 6–2, 6–3                                  |                                           |
| 2000    | Coupe Ville de Monaco                     | Wayne Ferreira (1) Jevgenij Kafelnikov (1)        | Paul Haarhuis Sandon Stolle                | 6–3, 2–6, 6–1                             |                                           |
| 2001    | Coupe Ville de Monaco                     | Jonas Björkman (1) Todd Woodbridge (1)            | Joshua Eagle Andrew Florent                | 3–6, 6–4, 6–2                             |                                           |
| 2002    | Coupe Ville de Monaco                     | Jonas Björkman (2) Todd Woodbridge (2)            | Paul Haarhuis Jevgenij Kafelnikov          | 6–3, 3–6, [10–7]                          |                                           |
| 2003    | Coupe Ville de Monaco                     | Mahesh Bhupathi (1) Maks Mirny (1)                | Michaël Llodra Fabrice Santoro             | 6–4, 3–6, 7–6                             |                                           |
| 2004    | Coupe Ville de Monaco                     | Tim Henman (2) Nenad Zimonjić (1)                 | Gastón Etlis Martín Rodríguez              | 7–5, 6–2                                  |                                           |
| 2005    | Coupe Ville de Monaco                     | Leander Paes (1) Nenad Zimonjić (2)               | Bob Bryan Mike Bryan                       | w.o.                                      |                                           |
| 2006    | Coupe Ville de Monaco                     | Jonas Björkman (3) Maks Mirny (2)                 | Fabrice Santoro Nenad Zimonjić             | 6–2, 7–6                                  |                                           |
| 2007    | Coupe Ville de Monaco                     | Bob Bryan (1) Mike Bryan (1)                      | Julien Benneteau Richard Gasquet           | 6–2, 6–1                                  |                                           |
| 2008    | Coupe Ville de Monaco                     | Rafael Nadal (1) Tommy Robredo (1)                | Mahesh Bhupathi Mark Knowles               | 6–3, 6–3                                  |                                           |
| 2009    | Coupe Ville de Monaco                     | Daniel Nestor (1) Nenad Zimonjić (3)              | Bob Bryan Mike Bryan                       | 6–1, 6–4                                  |                                           |
| 2010    | Coupe Ville de Monaco                     | Daniel Nestor (2) Nenad Zimonjić (4)              | Mahesh Bhupathi Maks Mirny                 | 6–3, 2–0 opg.                             |                                           |
| 2011    | Coupe Ville de Monaco                     | Bob Bryan (2) Mike Bryan (2)                      | Juan Ignacio Chela Bruno Soares            | 6–3, 6–2                                  |                                           |
| 2012    | Coupe Ville de Monaco                     | Bob Bryan (3) Mike Bryan (3)                      | Maks Mirny Daniel Nestor                   | 6–2, 6–3                                  |                                           |
| 2013    | Coupe Ville de Monaco                     | Julien Benneteau (1) Nenad Zimonjić (5)           | Bob Bryan Mike Bryan                       | 4–6, 7–6(4), [14–12]                      |                                           |
| 2014    | Coupe Ville de Monaco                     | Bob Bryan (4) Mike Bryan (4)                      | Ivan Dodig Marcelo Melo                    | 6–3, 3–6, [10–8]                          |                                           |
| 2015    | Coupe Ville de Monaco                     | Bob Bryan (5) Mike Bryan (5)                      | Simone Bolelli Fabio Fognini               | 7–6(3), 6–1                               |                                           |
| 2016    | Coupe Ville de Monaco                     | Pierre-Hugues Herbert (1) Nicolas Mahut (1)       | Jamie Murray Bruno Soares                  | 4–6, 6–0, [10–6]                          |                                           |
| 2017    | Coupe Ville de Monaco                     | Rohan Bopanna (1) Pablo Cuevas (1)                | Feliciano López Marc López                 | 6–3, 3–6, [10–4]                          |                                           |
| 2018    | Coupe Ville de Monaco                     | Bob Bryan (6) Mike Bryan (6)                      | Oliver Marach Mate Pavić                   | 7–6(5), 6–3                               |                                           |
| 2019    | Coupe Ville de Monaco                     | Nikola Mektić (1) Franko Škugor (1)               | Robin Haase Wesley Koolhof                 | 6–7(3), 7–6(3), [11–9]                    |                                           |
| 2020    | Ingen turnering pga. COVID-19-pandemien.  | Ingen turnering pga. COVID-19-pandemien.          | Ingen turnering pga. COVID-19-pandemien.   | Ingen turnering pga. COVID-19-pandemien.  | Ingen turnering pga. COVID-19-pandemien.  |
| 2021    | Coupe Ville de Monaco                     | Nikola Mektić (2) Mate Pavić (1)                  | Daniel Evans Neal Skupski                  | 6–3, 4–6, [10–7]                          |                                           |
| 2022    | Coupe Ville de Monaco                     | Rajeev Ram (1) Joe Salisbury (1)                  | Juan Sebastián Cabal Robert Farah          | 6–4, 3–6, [10–7]                          |                                           |
| 2023    | Coupe Ville de Monaco                     | Ivan Dodig (1) Austin Krajicek (1)                | Romain Arneodo Sam Weissborn               | 6–0, 4–6, [14–12]                         |                                           |
| 2024    | Coupe Ville de Monaco                     | Sander Gillé (1) Joran Vliegen (1)                | Marcelo Melo Alexander Zverev              | 5–7, 6–3, [10–5]                          |                                           |
| 2025    | Coupe Ville de Monaco                     | Romain Arneodo (1) Manuel Guinard (1)             | Julian Cash Lloyd Glasspool                | 1–6, 7–6(10–8), [10–8]                    |                                           |

### Damesingle
| År        | Mester                                    | Finalist                                  | Finaleresultat                            | Ref.          |
| --------- | ----------------------------------------- | ----------------------------------------- | ----------------------------------------- | ------------- |
| 1897      | Ingen turnering                           | Ingen turnering                           | Ingen turnering                           |               |
| 1898-1900 | Ingen turnering                           | Ingen turnering                           | Ingen turnering                           |               |
| 1901      | Blanche Hillyard (1)                      | Mildred Brooksmith                        | 6–2, 6–1                                  |               |
| 1902      | Clara von der Schulenburg (1)             | Mildred Brooksmith                        | 6–3, 6–3                                  |               |
| 1903      | Toupie Lowther (1)                        | Mildred Brooksmith                        | 6–3, 6–1                                  |               |
| 1904      | Margherita de Robiglio (1)                | Clara von der Schulenburg                 | 6–2, 6–2                                  |               |
| 1905      | Dorothea Douglass (1)                     | Constance Wilson                          | 6–4, 6–1                                  |               |
| 1906      | Gladys Eastlake-Smith (1)                 | Amy Ransome                               | 6–4, 6–2                                  |               |
| 1907      | Gladys Eastlake-Smith (2)                 | Rosamund Salusbury                        | 6–1, 4–6, 6–4                             |               |
| 1908      | Gladys Eastlake-Smith (3)                 | Evelyn Dillon                             | 6–3, 6–4                                  |               |
| 1909      | Alice Greene (1)                          | Clara von der Schulenburg                 | 4–6, 6–2, 6–4                             |               |
| 1910      | Rosamund Salusbury (1)                    | Mildred Brooksmith                        | 4–6, 6–2, 6–2                             |               |
| 1911      | Rosamund Salusbury (2)                    | Gladys Colston                            | 6–2, 6–4                                  |               |
| 1912      | Jessie Tripp (1)                          | Margaret Tripp                            | w.o.                                      |               |
| 1913      | Madeline O'Neill (1)                      | Elizabeth Ryan                            | 6–3, 8–6                                  |               |
| 1914      | Dorothea Lambert Chambers (2)             | Elizabeth Ryan                            | 6–4, 6–1                                  |               |
| 1915−18   | Ingen turneringer pga. første verdenskrig | Ingen turneringer pga. første verdenskrig | Ingen turneringer pga. første verdenskrig |               |
| 1919      | Suzanne Lenglen (1)                       | Doris Wolfson                             | 6–0, 6–0                                  |               |
| 1920      | Suzanne Lenglen (2)                       | Elizabeth Ryan                            | 6–1, 6–2                                  |               |
| 1921      | Suzanne Lenglen (3)                       | Elizabeth Ryan                            | 6–2, 6–0                                  |               |
| 1922      | Elizabeth Ryan (1)                        | Geraldine Beamish                         | 6–2, 6–1                                  |               |
| 1923      | Kitty McKane (1)                          | Elizabeth Ryan                            | 7–5, 4–6, 6–2                             |               |
| 1924      | Elizabeth Ryan (2)                        | Phyllis Satterthwaite                     | 6–2, 6–2                                  |               |
| 1925      | Turnering ikke færdigspillet              | Turnering ikke færdigspillet              | Turnering ikke færdigspillet              |               |
| 1926      | Helen Wills (1)                           | Lilí de Álvarez                           | 6–2, 6–2                                  |               |
| 1927      | Elizabeth Ryan (3)                        | Phyllis Satterthwaite                     | 6–3, 6–4                                  |               |
| 1928      | Eileen Bennett (1)                        | Cristobel Hardie                          | 6–3, 7–5                                  |               |
| 1929      | Betty Nuthall (1)                         | Eileen Bennett                            | 7–5, 5–7, 6–4                             |               |
| 1930      | Cilly Aussem (1)                          | Simonne Mathieu                           | 6–1, 6–4                                  |               |
| 1931      | Simonne Mathieu (1)                       | Phyllis Satterthwaite                     | 4–6, 6–4, 7–5                             |               |
| 1932      | Simonne Mathieu (2)                       | Sheila Hewitt                             | 6–1, 6–4                                  |               |
| 1933      | Lolette Payot (1)                         | Simonne Mathieu                           | 6–0, 6–4                                  |               |
| 1934      | Sylvia Henrotin (1)                       | Muriel Thomas                             | w.o.                                      | [ 27 ] [ 16 ] |
| 1935      | Simonne Mathieu (3)                       | Lucia Valerio                             | 6–2, 6–2                                  |               |
| 1936      | Simonne Mathieu (4)                       | Jadwiga Jędrzejowska                      | 6–1, 6–4                                  |               |
| 1937      | Hilde Sperling (1)                        | Simonne Mathieu                           | 8–6, 0–0 opg.                             |               |
| 1938      | Jadwiga Jędrzejowska (1)                  | Margaret Scriven                          | 6–4, 6–3                                  |               |
| 1939      | Hilde Sperling (2)                        | Simonne Mathieu                           | 8–6, 6–3                                  | [ 28 ] [ 17 ] |
| 1940−45   | Ingen turneringer pga. anden verdenskrig  | Ingen turneringer pga. anden verdenskrig  | Ingen turneringer pga. anden verdenskrig  |               |
| 1946      | Alice Weiwers (1)                         | Yvonne Vincart                            | 6–2, 6–1                                  |               |
| 1947      | Magda Rurac (1)                           | Tinny Bostock                             | 6–3, 6–8, 6–2                             |               |
| 1948      | Suzy Körmöczy (1)                         | Manuela Bologna                           | 6–0, 6–1                                  |               |
| 1949      | Annalisa Bossi (1)                        | Anne-Marie Seghers                        | 6–2, 6–3                                  |               |
| 1950      | Jean Walker-Smith (1)                     | Anne-Marie Seghers                        | 7–5, 6–3                                  |               |
| 1951      | Doris Hart (1)                            | Shirley Fry                               | 6–3, 6–3                                  |               |
| 1952      | Suzy Körmöczy (2)                         | Helga Strecker                            | 7–5, 7–5                                  |               |
| 1953      | Dorothy Knode (1)                         | Totta Zehden                              | 7–5, 10–12, 6–4                           |               |
| 1954      | Sylvia Lazzarino (1)                      | Jacqueline Kermina                        | 3–6, 6–2, 6–4                             |               |
| 1955      | Shirley Bloomer (1)                       | Pat Ward                                  | 6–4, 6–2                                  |               |
| 1956      | Althea Gibson (1)                         | Shirley Bloomer                           | 6–4, 6–4                                  |               |
| 1957      | Annalisa Bellani (2)                      | Yolanda Ramírez                           | 6–2, 6–1                                  |               |
| 1958      | Suzy Körmöczy (3)                         | Mimi Arnold                               | 6–2, 6–3                                  |               |
| 1959      | Suzy Körmöczy (4)                         | Yolanda Ramírez                           | 7–5, 1–6, 6–3                             |               |
| 1960      | Suzy Körmöczy (5)                         | Yolanda Ramírez                           | 6–3, 6–2                                  |               |
| 1961      | Margaret Smith (1)                        | Elizabeth Starkie                         | 6–4, 6–1                                  |               |
| 1962      | Suzy Körmöczy (6)                         | Florence de la Courtie                    | 6–3, 6–2                                  |               |
| 1963      | Leslie Turner (1)                         | Jan Lehane                                | 5–7, 8–6, 6–2                             |               |
| 1964      | Christine Truman (1)                      | Jan Lehane                                | 6–4, 3–6, 6–4                             |               |
| 1965      | Françoise Dürr (1)                        | Helga Schultze                            | 7–5, 6–3                                  |               |
| 1966      | Helga Niessen (1)                         | Lea Pericoli                              | 6–2, 6–2                                  |               |
| 1967      | Helga Schultze (1)                        | Gail Sheriff                              | 6–4, 6–2                                  |               |
| 1968      | Vlasta Vopičková (1)                      | Marilyn Aschner                           | 6–4, 3–6, 6–3                             |               |
| 1969      | Ann Jones (1)                             | Virginia Wade                             | 1–6, 6–4, 6–3                             |               |
| 1970      | Helga Niessen (2)                         | Kerry Melville                            | 6–4, 6–1                                  |               |
| 1971      | Gail Chanfreau (1)                        | Betty Stöve                               | 6–4, 4–6, 6–4                             |               |
| 1972      | Ingrid Bentzer (1)                        | Helga Masthoff                            | 7–5, 6–3                                  |               |
| 1973      | Fiorella Bonicelli (1)                    | Renáta Tomanová                           | 6–4, 6–2                                  |               |
| 1974      | Gail Chanfreau (2)                        | Heidi Orth                                | 6–5 opg.                                  |               |
| 1975      | Gail Chanfreau (3)                        | Helga Masthoff                            | 3–6, 7–5, 6–2                             |               |
| 1976      | Helga Masthoff (3)                        | Fiorella Bonicelli                        | 6–4, 6–2                                  |               |
| 1977      | Regina Maršíková (1)                      | Mariana Simionescu                        | 6–2, 6–3                                  |               |
| 1978      | Brigitte Simon (1)                        | Gail Lovera                               | 7–5, 6–1                                  |               |
| 1979      | Helga Masthoff (4)                        | Sabina Simmonds                           | 6–3, 6–2                                  |               |
| 1980      | Brigitte Simon (2)                        | Isabelle Viliger                          | 4–6, 7–6, 6–1                             |               |

### Damedouble
Det første damedoublemesterskab blev spillet i 1914, men året forinden var der blevet spillet en handicapturnering i damedouble, hvor briterne Olive Ranson og M. Stuart i finalen besejrede Suzanne Lenglen og Elizabeth Ryan med 6-3, 2-6, 7-5, hvilket var Ryan og Lenglens eneste nederlag nogensinde som makkere.
Fra og med 1926 blev der de fleste år spillet to damedoubleturneringer ved hvert mesterskab – en række udelukkende for par med spillere fra samme land, der i begyndelsen blev afviklet under navnet "Coupe Beaumont", og som i 1939 fortsatte som "Trophée Iliffe", samt en åben række.
| År      | Række                                     | Mestre                                           | Finalister                                           | Finaleresultat                              | Ref.                                      |
| ------- | ----------------------------------------- | ------------------------------------------------ | ---------------------------------------------------- | ------------------------------------------- | ----------------------------------------- |
| 1914    | Åben række                                | Elizabeth Ryan Jessie Tripp                      | Dorothea Lambert Chambers Sophie Hall-Walker         | 6–2, 6–1                                    | [ 33 ]                                    |
| 1915−18 | Ingen turneringer pga. første verdenskrig | Ingen turneringer pga. første verdenskrig        | Ingen turneringer pga. første verdenskrig            | Ingen turneringer pga. første verdenskrig   | Ingen turneringer pga. første verdenskrig |
| 1919    | Åben række                                | Suzanne Lenglen G. Nativelle                     | Mme Vassal Doris Wolfson                             | 6–1, 6–1                                    | [ 34 ]                                    |
| 1920    | Åben række                                | Suzanne Lenglen (2) Elizabeth Ryan (2)           | Geraldine Beamish Sigrid Fick                        | 6–1, 6–2                                    | [ 35 ]                                    |
| 1921    | Åben række                                | Suzanne Lenglen (3) Elizabeth Ryan (3)           | Dorothea Lambert Chambers Phyllis Satterthwaite      | 6–0, 6–3                                    | [ 36 ]                                    |
| 1922    | Åben række                                | Elizabeth Ryan (4) Phyllis Satterthwaite         | Dorothea Lambert Chambers Geraldine Beamish          | 6–3, 6–1                                    | [ 37 ]                                    |
| 1923    | Åben række                                | Suzanne Lenglen (4) Elizabeth Ryan (5)           | Kitty McKane Dorothea Lambert Chambers               | 6–1, 3–6, 6–4                               | [ 38 ]                                    |
| 1924    | Åben række                                | Elizabeth Ryan (6) Dorothea Sheperd-Barron       | Ermyntrude Harvey Diddie Vlasto                      | 6–3, 6–0                                    | [ 39 ]                                    |
| 1925    | Åben række                                | Turnering ikke færdigspillet pga. regnvejr.      | Turnering ikke færdigspillet pga. regnvejr.          | Turnering ikke færdigspillet pga. regnvejr. | [ 41 ]                                    |
| 1926    | Coupe Beaumont                            | Suzanne Lenglen (5) Diddie Vlasto                | Phyllis Satterthwaite Eileen Bennett                 | 6–4, 8–6                                    | [ 42 ]                                    |
| 1926    | Åben række                                | Hélène Contostavlos Helen Wills                  | Lilí de Álvarez Diddie Vlasto                        | 6–3, 8–6                                    | [ 42 ]                                    |
| 1927    | Coupe Beaumont                            | Elizabeth Ryan (7) Elizabeth Corbière            | Dorothea Lambert Chambers Betty Nuthall              | 6–4, 6–2                                    | [ 44 ]                                    |
| 1927    | Åben række                                | Dorothea Lambert Chambers (2) Elizabeth Ryan (8) | Lilí de Álvarez Phyllis Satterthwaite                | 6–0, 6–4                                    | [ 44 ]                                    |
| 1928    | Coupe Beaumont                            | Dorothea Lambert Chambers (3) Ermyntrude Harvey  | Eileen Bennett Betty Nuthall                         | 6–3, 6–4                                    | [ 45 ]                                    |
| 1928    | Åben række                                | Cristobel Hardie Peggy Saunders                  | Ermyntrude Harvey Phyllis Satterthwaite              | w.o.                                        | [ 45 ]                                    |
| 1929    | Coupe Beaumont                            | Phyllis Covell Betty Nuthall                     | Simonne Mathieu Simone Barbier                       | 4–6, 6–2, 6–2                               | [ 47 ]                                    |
| 1929    | Åben række                                | Joan Fry Marjorie Morrill                        | Phyllis Covell Phyllis Satterthwaite                 | 4–6, 6–2, 6–2                               | [ 47 ]                                    |
| 1930    | Coupe Beaumont                            | Simonne Mathieu Simone Barbier                   | Colette Rosambert Doris Metaxa                       | 6–1, 8–6                                    |                                           |
| 1930    | Åben række                                | Simone Barbier (2) Doris Metaxa                  | Cilly Aussem Phyllis Satterthwaite                   | 8–6, 1–6, 7–5                               | [ 48 ]                                    |
| 1931    | Coupe Beaumont                            | Betty Nuthall (2) Eileen Fearnley-Whittingstall  | Murial Thomas Mary Heeley                            | 6–2, 6–3                                    | [ 49 ]                                    |
| 1932    | Coupe Beaumont                            | Simonne Mathieu (2) Colette Rosambert            | Elizabeth Ryan Dorothy Burke                         | 8–6, 1–6, 6–3                               | [ 50 ]                                    |
| 1932    | Åben række                                | Dorothy Burke Lucia Valerio                      | Elizabeth Ryan Muriel Thomas                         | w.o.                                        | [ 50 ]                                    |
| 1933    | Coupe Beaumont                            | Elizabeth Ryan (9) Dorothy Burke (2)             | Simonne Mathieu Colette Rosambert                    | 7–5, 6–2                                    | [ 51 ]                                    |
| 1934    | Coupe Beaumont                            | Billie Yorke Muriel Thomas                       | Elizabeth Ryan Dorothy Burke                         | 3–6, 6–4, 6–3                               | [ 27 ] [ 16 ]                             |
| 1934    | Åben række                                | Elizabeth Ryan (10) Muriel Thomas (2)            | Sylvia Henrotin Joan Ingram                          | 6–4, 6–4                                    | [ 27 ] [ 16 ]                             |
| 1935    | Coupe Beaumont                            | Muriel Thomas (3) Billie Yorke (2)               | Simonne Mathieu Simone Barbier                       | 6–3, 6–3                                    | [ 52 ]                                    |
| 1935    | Åben række                                | Simonne Mathieu (3) Muriel Thomas (4)            | Susan Noel Billie Yorke                              | 7–5, 6–4                                    | [ 52 ]                                    |
| 1936    | Coupe Beaumont                            | Simonne Mathieu (4) Edith Belliard               | Kay Stammers Billie Yorke                            | 7–5, 7–5                                    | [ 53 ]                                    |
| 1936    | Åben række                                | Simonne Mathieu (5) Josane de Meulmeester        | Phyllis Satterthwaite Billie Yorke                   | 6–4, 6–2                                    | [ 53 ]                                    |
| 1937    | Coupe Beaumont                            | Simonne Mathieu (6) Colette Boegner              | Billie Yorke Joan Ingram                             | 6–3, 6–8, 6–2                               | [ 54 ]                                    |
| 1937    | Åben række                                | Simonne Mathieu (7) Hilde Sperling               | Joan Ingram Jadwiga Jędrzejowska                     | 6–4, 3–6, 6–1                               | [ 54 ]                                    |
| 1938    | Coupe Beaumont                            | Simonne Mathieu (8) Colette Boegner (2)          | Billie Yorke Betty Nuthall                           | 6–4, 6–0                                    | [ 55 ]                                    |
| 1938    | Åben række                                | Jadwiga Jędrzejowska Muriel Thomas (5)           | Peggy Scriven Billie Yorke                           | 6–1, 6–3                                    | [ 55 ]                                    |
| 1939    | Trophée Iliffe                            | Simonne Mathieu (9) Nelly Landry                 | Evelyn Dearman Kay Stammers                          | 12–10, 6–3                                  | [ 28 ] [ 17 ]                             |
| 1939    | Åben række                                | Simonne Mathieu (10) Hilde Sperling (2)          | Nelly Landry Marguerite Lebailly                     | 6–1, 6–1                                    | [ 28 ] [ 17 ]                             |
| 1940−45 | Ingen turneringer pga. anden verdenskrig  | Ingen turneringer pga. anden verdenskrig         | Ingen turneringer pga. anden verdenskrig             | Ingen turneringer pga. anden verdenskrig    | Ingen turneringer pga. anden verdenskrig  |
| 1946    | Trophée Iliffe                            | Alice Weiwers Cosette St. Omer Roy               | Suzanne Pannetier Jacqueline Saladin                 | 6–0, 6–4                                    |                                           |
| 1947    | Trophée Iliffe                            | Jean Bostock Effie Peters                        | Jacqueline Patorni Anne-Marie Seghers                | 6–1, 6–1                                    | [ 56 ]                                    |
| 1948    | Trophée Iliffe                            | Suzy Körmöczy Marta Peterdy                      | Paulette Fritz Myrtil Brunnarius                     | 6–3, 2–6, 6–0                               |                                           |
| 1949    | Trophée Iliffe                            | Arlette Halff Anne-Marie Seghers                 | Nelly Adamson Colette Boegner                        | w.o.                                        | [ 57 ]                                    |
| 1949    | Åben række                                | Nel Hermsen Jacqueline Marcellin                 | Colette Boegner Annalissa Bossi                      | 4–6, 6–1, 6–1                               | [ 57 ]                                    |
| 1950    | Trophée Iliffe                            | Gussie Moran Barbara Scofield                    | Jean Walker-Smith Joy Hibbert                        | 6–2, 6–4                                    | [ 58 ]                                    |
| 1950    | Åben række                                | Jean Quertier Jean Walker-Smith                  | Colette Boegner Arlette Halff                        | 6–4, 7–5                                    | [ 58 ]                                    |
| 1951    | Trophée Iliffe                            | Shirley Fry Doris Hart                           | Maud Galtier Colette Boegner                         | 6–0, 9–7                                    | [ 59 ]                                    |
| 1952    | Trophée Iliffe                            | Jean Gunter Rinkel Susan Partridge               | Rita Anderson Joan Curry                             | 6–3, 6–3                                    |                                           |
| 1953    | Trophée Iliffe                            | Joan Curry Pat Ward                              | Susan Partridge Anne Shilcock                        | 2–6, 6–3, 6–1                               | [ 60 ]                                    |
| 1953    | Åben række                                | Anne Shilcock Pat Ward (2)                       | Shirley Bloomer Silvana Lazzarino                    | 6–1, 6–2                                    | [ 60 ]                                    |
| 1954    | Trophée Iliffe                            | Joan Curry (2) Pat Ward (3)                      | Miss Zehden Inge Vogler                              | 6–0, 6–0                                    | [ 61 ]                                    |
| 1954    | Åben række                                | Shirley Bloomer Pat Ward (4)                     | Jacqueline Patorni Erika Vollmer                     | 1–6, 6–2, 7–5                               | [ 61 ]                                    |
| 1955    | Trophée Iliffe                            | Shirley Bloomer (2) Angela Buxton                | Susan Partridge-Chartrier Josette Billaz             | 5–7, 6–4, 6–0                               | [ 63 ]                                    |
| 1956    | Trophée Iliffe                            | Shirley Bloomer (3) Pat Hird                     | Althea Gibson Louise Snow                            | 6–3, 7–5                                    | [ 64 ]                                    |
| 1957    | Trophée Iliffe                            | Ginette Bucaille Susan Partridge-Chatrier        | Anne Shilcock Pat Ward                               | 5–7, 6–3, 6–4                               | [ 65 ]                                    |
| 1958    | Trophée Iliffe                            | Yolanda Ramírez Rosie Reyes                      | Ginette Bucaille Susan Partridge-Chatrier            | 6–2, 6–2                                    | [ 66 ]                                    |
| 1958    | Åben række                                | Annie Haillet Jacqueline Rees-Lewis              | Suzy Körmöczy Christiane Mercelis                    | 6–4, 6–4                                    | [ 66 ]                                    |
| 1959    | Trophée Iliffe                            | Maud Galtier Monique Coste                       | Ginette Bucaille-Grandguillot Florence de la Courtie | 6–1, 6–2                                    | [ 67 ]                                    |
| 1959    | Åben række                                | Lucia Bassi Suzy Körmöczy                        | Marie Odile Bourchet Anne-Marie Seghers              | 5–7, 6–3, 7–5                               | [ 67 ]                                    |
| 1960    | Trophée Iliffe                            | Yolanda Ramírez (2) Rosy Darmon                  | Roberta Beltrame Francesca Gordigiani                | 6–1, 6–0                                    | [ 68 ]                                    |
| 1960    | Åben række                                | Ikke færdigspillet pga. regnvejr                 | Ikke færdigspillet pga. regnvejr                     | Ikke færdigspillet pga. regnvejr            | [ 68 ]                                    |
| 1961    | Trophée Iliffe                            | Lucia Bassi (2) Maria Teresa Riedl               | Margaret Smith Lesley Turner                         | [ 70 ]                                      | [ 71 ]                                    |
| 1961    | Åben række                                | Françoise Dürr Danielle Wild                     | Carmen Coronado Christiane Mercelis                  | 0–6, 8–6, 6–2                               | [ 71 ]                                    |
| 1962    | Trophée Iliffe                            | Françoise Dürr (2) Florence de la Courtie        | Kaye Dening Mary Bevis Hawton                        | 6–4, 6–1                                    | [ 72 ]                                    |
| 1963    | Trophée Iliffe                            | Lesley Turner Jan Lehane                         | Ann Jones Angela Mortimer                            | 6–1, 6–1                                    | [ 73 ]                                    |
| 1963    | Åben række                                | Rita Bentley Jill Blackman                       | Christiane Mercelis Věra Suková                      | w.o.                                        | [ 73 ]                                    |
| 1964    | Trophée Iliffe                            | Silvana Lazzarino Lea Pericoli                   | Helga Schultze Heide Schildknecht                    | 4–6, 6–2, 6–0                               | [ 74 ]                                    |
| 1965    | Trophée Iliffe                            | Silvana Lazzarino (2) Lea Pericoli (2)           | Gail Sherriff Judy Tegart                            | 6–2, 6–4                                    | [ 75 ]                                    |
| 1966    | Trophée Iliffe                            | Sylvia Lazzarino (3) Lea Pericoli (3)            | Lucia Bassi Maria Teresa Riedl                       | 6–4, 6–2                                    | [ 76 ]                                    |
| 1967    | Trophée Iliffe                            | Jill Cottrill Gail Sherriff                      | Sylvia Lazzarino Lea Pericoli                        | 4–6, 6–2, 6–4                               |                                           |
| 1968    | Trophée Iliffe                            | Carol Sherriff Gail Sherriff (2)                 | Francesca Gordigiani Roberta Beltrame                | 8–6, 7–5                                    | [ 77 ]                                    |
| 1969    | Trophée Iliffe                            | Ann Jones Virginia Wade                          | Françoise Dürr Gail Chanfreau                        | 1–6, 6–4, 6–3                               |                                           |
| 1969    | Åben række                                | Gail Chanfreau Rosie Darmon                      | Robin Lloyd Winnie Shaw                              | 6–4, 6–2                                    | [ 78 ]                                    |
| 1970    | Trophée Iliffe                            | Françoise Dürr (3) Gail Chanfreau (2)            | Winnie Shaw Virginia Wade                            | 6–2, 6–3                                    |                                           |
| 1970    | Åben række                                | Gail Chanfreau (3) Lexie Crooke                  | Silvana Lazzarino Lea Pericoli                       | 7–5, 7–5                                    | [ 79 ]                                    |
| 1971    | Trophée Iliffe                            | Betty Stöve Katja Ebbinghaus                     | Lucia Bassi Lea Pericoli                             | 6–4, 6–3                                    | [ 80 ]                                    |
| 1972    | Trophée Iliffe                            | Lucia Bassi (3) Lea Pericoli (4)                 | Olga Morozova Helga Masthoff                         | 6–4, 6–4                                    | [ 81 ]                                    |
| 1973    | Trophée Iliffe                            | Ingrid Bentzer Mimi Wikstedt                     | Lucia Bassi Daniela Marzano                          | 6–1, 6–3                                    | [ 82 ]                                    |
| 1974    | Trophée Iliffe                            | Gail Chanfreau (4) Rosy Darmon                   | Lucia Bassi Lea Pericoli                             | 6–7, 6–1, 6–2                               |                                           |
| 1975    | Trophée Iliffe                            | Lucia Bassi (4) Lea Pericoli (5)                 | Gail Chanfreau Florence Guèdy                        | 7–5, 7–6                                    | [ 83 ]                                    |
| 1976    | Trophée Iliffe                            | Katja Ebbinghaus (2) Helga Masthoff              | Gail Lovera Rosie Darmon                             | 6–3, 7–5                                    | [ 84 ]                                    |
| 1977    |                                           | Fiorella Bonicelli Rosy Darmon (2)               | Michèle Gurdal Monique Van Haver                     | 6–4, 6–4                                    |                                           |
| 1978    |                                           | Fiorella Bonicelli Gail Lovera                   | Nathalie Fuchs Michèle Gurdal                        | 1–6, 7–5, 11–9                              |                                           |
| 1979    |                                           | Jelena Jelisenko Jelena Granaturova              | ?                                                    | ?                                           |                                           |

### Mixed double
| År      | Mestre                                             | Finalister                                | Finaleresultat                            | Ref.            |
| ------- | -------------------------------------------------- | ----------------------------------------- | ----------------------------------------- | --------------- |
| 1897    | Ingen turnering                                    | Ingen turnering                           | Ingen turnering                           |                 |
| 1898    | Vera Warden (1) E. Robinson (1)                    | ?                                         | ?                                         |                 |
| 1899    | Ingen turnering                                    | Ingen turnering                           | Ingen turnering                           | [ 87 ]          |
| 1900    | ?                                                  | ?                                         | ?                                         |                 |
| 1901    | Blanche Hillyard (1) George Hillyard (1)           | Antonie Popp Reggie Doherty               | 6–2, 6–1                                  | [ 88 ]          |
| 1902    | Clara von der Schulenburg (1) Reggie Doherty (1)   | Margherita de Robiglio Joseph de Robiglio | 6–2, 6–1                                  | [ 89 ]          |
| 1903    | Ruth Winch (1) Sydney Smith (1)                    | Toupie Lowther Laurie Doherty             | 6–3, 7–5                                  | [ 90 ]          |
| 1904    | K. Kentish (1) Laurie Doherty (1)                  | Clara von der Schulenburg Reggie Doherty  | w.o.                                      | [ 91 ]          |
| 1905    | Dorothea Douglass (1) Edward R. Allen (1)          | Mildred Brooksmith Major Ritchie          | 6–3, 6–1                                  | [ 92 ]          |
| 1906    | Gladys Eastlake-Smith (1) Laurie Doherty (2)       | Frk. van Hossbrouck Tony Wilding          | 6–4, 6–0                                  | [ 93 ]          |
| 1907    | Gladys Eastlake-Smith (2) Laurie Doherty (3)       | ?                                         | ?                                         |                 |
| 1908    | Gladys Eastlake-Smith (3) Laurie Doherty (4)       | Rosamund Salubury Major Ritchie           | 6–2, 6–1                                  | [ 94 ]          |
| 1909    | Jessie Tripp (1) A. Wallis Myers (1)               | Alice Greene Major Ritchie                | 1–6, 6–3, 6–3                             | [ 95 ]          |
| 1910    | Marie Decugis (1) Max Decugis (1)                  | Rosamund Salusbury Evan Gwynne Evans      | 8–6, 1–6, 6–1                             | [ 96 ]          |
| 1911    | Hedwig Neresheimer (1) Heinrich Kleinschroth (1)   | Marie Decugis Max Decugis                 | 6–3, 6–1                                  | [ 97 ]          |
| 1912    | Mieken Rieck (1) Tony Wilding (1)                  | Jessie Tripp A. Wallis Myers              | 6–0, 6–3                                  | [ 98 ]          |
| 1913    | Elizabeth Ryan (1) Tony Wilding (2)                | Jessie Tripp A. Wallis Myers              | 6–4, 6–3                                  | [ 32 ]          |
| 1914    | Elizabeth Ryan (2) Max Decugis (2)                 | Ludmilla Isnard Ludwig von Salm           | w.o.                                      | [ 33 ]          |
| 1915−18 | Ingen turneringer pga. første verdenskrig          | Ingen turneringer pga. første verdenskrig | Ingen turneringer pga. første verdenskrig |                 |
| 1919    | Suzanne Lenglen (1) Max Decugis (3)                | G. Nativelle Pierre Albarran              | 6–4, 6–2                                  | [ 34 ]          |
| 1920    | Suzanne Lenglen (2) Pierre Albarran (1)            | Elizabeth Ryan Major Ritchie              | 8–6, 8–6                                  | [ 35 ]          |
| 1921    | Suzanne Lenglen (3) Algernon Kingscote (1)         | Elizabeth Ryan Gordon Lowe                | 6–1, 8–6                                  | [ 36 ]          |
| 1922    | Elizabeth Ryan (3) Rupert Wertheim (1)             | Dorothea Lambert Chambers Jean Samazeuilh | 6–4, 6–2                                  | [ 37 ]          |
| 1923    | Kitty McKane (1) Erik Tegner (1)                   | Geraldine Beamish Ambrose Dudley          | 6–2, 6–3                                  | [ 38 ]          |
| 1924    | Dorothea Lambert Chambers (1) Ernest Lamb (1)      | Elizabeth Ryan Charles Aeschlimann        | [ 100 ]                                   | [ 39 ]          |
| 1925    | Turnering ikke færdigspillet.                      | Turnering ikke færdigspillet.             | Turnering ikke færdigspillet.             | [ 41 ]          |
| 1926    | Nelly Neppach (1) Béla von Kehrling (1)            | Diddie Vlasto Umberto De Morpurgo         | 5–7, 6–0, 6–4                             | [ 42 ]          |
| 1927    | Ingen turnering                                    | Ingen turnering                           | Ingen turnering                           |                 |
| 1928    | Eileen Bennett (1) Henri Cochet (1)                | Lilí de Álvarez Béla von Kehrling         | 6–3, 8–6                                  | [ 102 ] [ 103 ] |
| 1929    | Eileen Bennett (2) Henri Cochet (2)                | Phyllis Satterthwaite Jan Koželuh         | 6–4, 6–4                                  | [ 47 ]          |
| 1930    | Doris Metaxa (1) René de Buzulet (1)               | Joan Ridley Pat Hughes                    | 12–14, 6–2, 0–0 opg.                      | [ 48 ]          |
| 1931    | Eileen Fearnley-Whittingstall (3) Henri Cochet (3) | Betty Nuthall John Oliff                  | 8–6, 0–6, 6–3                             | [ 49 ]          |
| 1932    | Colette Rosambert (1) Henri Cochet (4)             | Elizabeth Ryan Béla von Kehrling          | w.o.                                      | [ 50 ]          |
| 1933    | Turnering ikke færdigspillet                       | Turnering ikke færdigspillet              | Turnering ikke færdigspillet              | [ 51 ]          |
| 1934    | Elizabeth Ryan (4) Gottfried von Cramm (1)         | Sylvia Henrotin Roderich Menzel           | 6–4, 6–1                                  | [ 27 ] [ 23 ]   |
| 1935    | Billie Yorke (1) Bunny Austin (1)                  | Simonne Mathieu Christian Boussus         | 6–4, 3–6, 6–4                             | [ 52 ]          |
| 1936    | Simonne Mathieu (1) André Martin-Legeay (1)        | Kay Stammers Jean Lesueur                 | 7–5, 6–4                                  | [ 53 ]          |
| 1937    | Turnering ikke færdigspillet                       | Turnering ikke færdigspillet              | Turnering ikke færdigspillet              |                 |
| 1938    | Jadwiga Jędrzejowska (1) Józef Hebda (1)           | Gracyn Wheeler Jacques Brugnon            | 7–5, 6–4                                  | [ 55 ]          |
| 1939    | Simonne Mathieu (2) Pat Hughes (1)                 | Sylvia Henrotin André Martin-Legeay       | ?                                         | [ 28 ]          |
| 1940−45 | Ingen turneringer pga. anden verdenskrig           | Ingen turneringer pga. anden verdenskrig  | Ingen turneringer pga. anden verdenskrig  |                 |
| 1946    | Alice Weiwers (1) Paul Feret (1)                   | Yvonne Vincart Bernard Lucot              | 8–6, 6–2, 6–?                             | [ 106 ]         |
| 1947    | Suzy Körmöczy (1) József Asbóth (1)                | ?                                         | ?                                         |                 |
| 1948    | Jacqueline Patorni (1) Renato Bossi (1)            | ?                                         | ?                                         |                 |
| 1949    | Jacqueline Boutin (1) Henri Bolelli (1)            | ?                                         | ?                                         |                 |
| 1950    | Jean Quertier (1) Dragutin Mitić (1)               | Gussie Moran Adrian Quist                 | 6–2, 3–6, 6–2                             | [ 58 ]          |
| 1951    | Doris Hart (1) Irvin Dorfman (1)                   | ?                                         | ?                                         |                 |
| 1952    | Jean Rinkel-Quartier (2) Jean Borotra (1)          | Suzy Körmöczy József Asbóth               | 6–2, 6–2                                  | [ 107 ]         |
| 1953    | Pat Ward (1) Sven Davidson (1)                     | Suzanne Schmitt Paul Jalabert             | 6–1, 6–3                                  | [ 60 ]          |
| 1954    | Pat Ward (2) Władysław Skonecki (1)                | Josefa de Riba Henri Pellizza             | 6–3, 6–2                                  | [ 61 ]          |
| 1955    | Shirley Bloomer (1) Sergio Fachini (1)             | Pat Ward Władysław Skonecki               | 6–1, 6–2                                  | [ 63 ]          |
| 1956    | Althea Gibson (1) Tony Vincent (1)                 | Elizabeth Broz Freddie Huber              | 7–5, 6–3                                  | [ 64 ]          |
| 1957    | Ann Shilcock (1) Budge Patty (1)                   | Pat Ward Warren Woodcock                  | 4–6, 7–5, 6–3                             | [ 65 ]          |
| 1958    | Ingen turnering                                    | Ingen turnering                           | Ingen turnering                           |                 |
| 1959    | Yolanda Ramírez (1) Billy Knight (1)               | Ginette Grandguillot Laci Legenstein      | 6–1, 7–5                                  | [ 67 ]          |
| 1960    | Renate Ostermann (1) Peter Scholl (1)              | ?                                         | ?                                         |                 |
| 1961    | Christiane Mercelis (1) Laci Legenstein (1)        | Renate Ostermann István Gulyás            | ?                                         | [ 71 ]          |
| 1962    | Darmon (1) Rodríguez (1)                           | Jill Blackman Barry Phillips-Moore        | 0–6, 6–4, 6–4                             | [ 72 ]          |
| 1963    | Lesley Turner (1) John Fraser (1)                  | ?                                         | ?                                         |                 |
| 1964    | Ingen turnering                                    | Ingen turnering                           | Ingen turnering                           |                 |
| 1965    | Helga Schultze (1) Jiří Javorský (1)               | ?                                         | ?                                         |                 |
| 1966    | Silvana Lazzarino (1) Lea Pericoli (1)             | Lucia Bassi Maria-Teresa Riedl            | 6–4, 6–2                                  |                 |
| 1967    | Galina Baksjejeva (1) Toomas Leius (1)             | ?                                         | ?                                         |                 |
| 1968    | Ingen turnering                                    | Ingen turnering                           | Ingen turnering                           | [ 110 ]         |
| 1969    | Françoise Dürr (1) Jean-Claude Barclay (1)         | Ann Jones Fred Stolle                     | ?                                         |                 |
| 1970    | Billie Jean King (1) Marty Riessen (1)             | ?                                         | ?                                         |                 |
| 1971    | Betty Stöve (1) Peter Pokorny (1)                  | ?                                         | ?                                         |                 |
| 1972    | Olga Morozova (1) Jan Kukal (1)                    | Lea Pericoli Giordano Maioli              | 6–4, 6–4                                  | [ 81 ]          |
| 1973    | Fiorella Bonicelli (1) Jürgen Fassbender (1)       | Judith Gohn D. Haradu                     | 6–4, 6–4                                  | [ 82 ]          |
| 1974    | Ingen turnering                                    | Ingen turnering                           | Ingen turnering                           |                 |
| 1975    | Michèle Gurdal (1) Bernard Mignot (1)              | ?                                         | ?                                         |                 |
| 1976    | Gail Lovera (1) Patrice Beust (1)                  | ?                                         | ?                                         |                 |
| 1977    | Michèle Gurdal (2) Bernard Balleret (1)            | ?                                         | ?                                         |                 |
| 1978    | Fiorella Bonicelli (2) Patrice Beust (2)           | ?                                         | ?                                         |                 |